# 天津古海岸与湿地国家级自然保护区
天津古海岸与湿地国家级自然保护区位于天津滨海新区、津南区、宁河县和宝坻区，总面积为35913公顷，1984年天津市政府批准建立，1992年10月国务院批准，成立一个以贝壳堤、牡蛎礁珍稀古海岸遗迹和湿地自然环境及其生态系统为主要保护和管理对象的国家级海洋类型自然保护区。
保护区东端的贝壳堤是世界三大著名贝壳堤之一。包括了四道贝壳堤，贝壳堤的年代记录着渤海湾古海岸线的位置，是古海岸的珍贵遗迹。牡蛎礁位于天津滨海平原，其堆积掩埋的过程也记录了该地区的海、陆变迁史。同样是天津自然保护区独具特色的古海岸遗迹。七里海湿地位于宁河县西部，占地面积约890平方公里为中国北方面积最大的湿地，已被列入国家重点湿地名录。历史上七里海湿地是从约七千年前的古海湾基础上逐渐演化而成的古潟湖型湿地。